# Ngày Quốc tế Đa dạng Sinh học
Ngày quốc tế Đa dạng sinh học (cũng gọi là Ngày Đa dạng sinh học thế giới) là một ngày do Liên Hợp Quốc lập ra, để xúc tiến các vấn đề đa dạng sinh học. Hiện nay, ngày này được cử hành vào ngày 22 tháng 5 hàng năm.

## Lịch sử

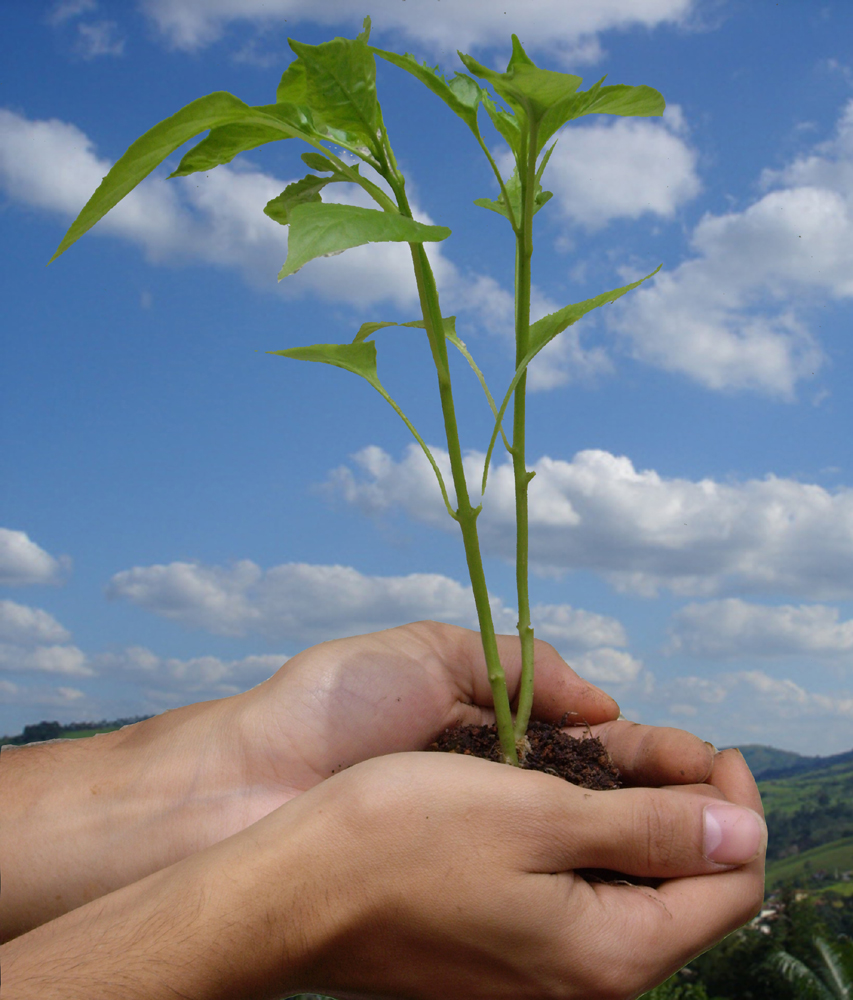

Từ khi được Đại hội đồng Liên Hợp Quốc (Nghị quyết A/RES/49/119) lập ra vào năm 1993 cho tới năm 2000, Ngày quốc tế Đa dạng sinh học được cử hành vào ngày 29 tháng 12 hàng năm để kỷ niệm ngày Công ước về Đa dạng sinh học (Convention on Biological Diversity) bắt đầu có hiệu lực.
Đến ngày 20.12.2000, thì ngày này được đổi sang ngày 22 tháng 5 hàng năm để kỷ niệm ngày Công ước về Đa dạng Sinh học được thông qua ở Hội nghị Liên Hợp Quốc về Môi trường và Phát triển (cũng gọi là "Hội nghị thượng đỉnh Trái Đất"=Earth Summit) ở Rio de Janeiro ngày 22.5.1992, và cũng phần nào để tránh trùng với nhiều ngày lễ khác diễn ra vào cuối tháng 12.

## Các chủ đề ngày quốc tế Đa dạng sinh học
- 2022: Xây dựng một tương lai chung cho mọi sự sống
- 2021: Chúng ta là một phần của giải pháp - Vì thiên nhiên
- 2020: Các giải pháp của chúng ta sẵn có ở thiên nhiên
- 2019: Đa dạng sinh học của chúng ta, thực phẩm của chúng ta, sức khỏe của chúng ta
- 2018 Kỷ niệm 25 năm hành động vì đa dạng sinh học
- 2017 Đa dạng sinh học và du lịch bền vững
- 2016 Đa dạng sinh học giòng chính; Duy trì con người và điều kiện sống
- 2015: Đa dạng sinh học vì sự phát triển bền vững.[5]
- 2014: Đa dạng sinh học đảo
- 2013: Nước và đa dạng sinh học
- 2012: Đa dạng sinh học biển
- 2011: Đa dạng sinh học rừng
- 2010: Đa dạng sinh học, Phát triển và Làm giảm nghèo
- 2009: Các loài xa lạ xâm lấn
- 2008: Đa dạng sinh học và Nông nghiệp
- 2007: Đa dạng sinh học và Sự biến đổi khí hậu
- 2006: Bảo vệ đa dạng sinh học trên đất liền
- 2005: Đa dạng sinh học: Bảo hiểm cuộc sống cho sự thay đổi thế giới của chúng ta
- 2004: Đa dạng sinh học: Nước và Sức khỏe cho mọi người
- 2003: Đa dạng sinh học và việc giảm nghèo - những thách thức cho Phát triển bền vững
- 2002: Cống hiến cho Đa dạng sinh học rừng
- 2022: Xây dựng một tương lai chung cho tất cả sự sống: "Nỗ lực bảo tồn và gìn giữ giống loài; 22 hành động vì đa dạng sinh học"